# 坂東悠汰
坂東 悠汰（ばんどう ゆうた、1996年11月21日 - ）は兵庫県洲本市出身の日本の陸上競技選手。専門は中距離走・長距離走。兵庫県立津名高等学校、法政大学スポーツ健康学部を経て富士通所属。2020年東京オリンピック日本代表。

## 来歴
洲本市立五色中学校から兵庫県立津名高等学校に進む。高校3年生時には、1500mで兵庫県優勝、全国高等学校総合体育大会陸上競技大会に出場する。
法政大学では、1年生時から東京箱根間往復大学駅伝競走に出場し4区区間15位、2年生時は1区区間9位、3年生時は2区14位。4年生時の2019年2月、日本陸上競技選手権大会クロスカントリー競走シニア男子10kmに出場し29分36秒で優勝。学生最後のレースとなった。
卒業後は、富士通に就職して競技を継続する。
2020年12月4日の第104回日本陸上競技選手権大会の5000mに出場し、13分18秒49（日本歴代7位）の自己ベストで優勝した。日本選手権の記録はオリンピック参加標準記録（13分13秒00）には届かなかったが、2021年7月2日に2020年東京オリンピックの男子5000m代表に選出された。
7月17日のホクレンディスタンスチャレンジの1500mでは、3分37秒99の自己ベストで3位となる（優勝は河村一輝、2位は洛南高等学校の佐藤圭汰）。
8月3日の2020年東京オリンピック陸上男子5000m予選では14分5秒80で予選敗退となった。